# جام باشگاه‌های تهران ۴۵–۱۳۴۴
جام باشگاه‌های تهران ۴۵–۱۳۴۴ دوره‌ای از مسابقات لیگ فوتبال استان تهران بود که در دی ۱۳۴۴ با حضور ۱۲ تیم آغاز شد و تا اردیبهشت ۱۳۴۵ ادامه داشت. در این فصل از بازی‌های قهرمانی تهران تیم فوتبال پاس موفق به کسب عنوان قهرمانی شد.

## جدول رده‌بندی
منبع
| رتبه | باشگاه    | بازی | برد | مساوی | باخت | گل‌زده | گل‌خورده | امتیاز |
| ---- | --------- | ---- | --- | ----- | ---- | ----- | ------- | ------ |
| ۱    | پاس       | ۱۱   | ۷   | ۳     | ۱    | ۲۰    | ۷       | ۱۷     |
| ۲    | دارایی    | ۱۱   | ۶   | ۴     | ۱    | ۱۲    | ۴       | ۱۶     |
| ۳    | عقاب      | ۱۱   | ۵   | ۵     | ۱    | ۱۸    | ۱۲      | ۱۵     |
| ۴    | شاهین     | ۱۱   | ۶   | ۲     | ۳    | ۲۳    | ۱۱      | ۱۴     |
| ۵    | تاج       | ۱۱   | ۶   | ۱     | ۴    | ۲۱    | ۸       | ۱۳     |
| ۶    | تهران‌جوان | ۱۱   | ۴   | ۵     | ۲    | ۱۲    | ۹       | ۱۳     |
| ۷    | آرارات    | ۱۱   | ۴   | ۴     | ۳    | ۱۳    | ۸       | ۱۲     |
| ۸    | کیان      | ۱۱   | ۵   | ۱     | ۵    | ۱۳    | ۱۰      | ۱۱     |
| ۹    | راه‌آهن    | ۱۱   | ۴   | ۳     | ۴    | ۱۱    | ۱۲      | ۱۱     |
| ۱۰   | شعاع      | ۱۱   | ۲   | ۱     | ۸    | ۱۵    | ۲۲      | ۵      |
| ۱۱   | جعغری     | ۱۱   | ۲   | ۱     | ۸    | ۱۲    | ۳۳      | ۵      |
| ۱۲   | دیهیم     | ۱۱   | ۰   | ۰     | ۱۱   | ۵     | ۴۲      | ۰      |

## نتایج کلی فصل
نتایج کلی تیم‌ها در فصل به این شرح است:

منبع